# Фітофтора
Фітофтора (Phytophthora) — рід ооміцетів порядку пітіальних (Pythiales). Найпоширеніший вид роду — фітофтора інфекційна (Phytophthora infestans) — паразитує на картоплі та інших пасльонових, викликає небезпечне захворювання — фітофтороз.

## Життєвий цикл
Фітофтора розмножується нестатево, а саме зооспорами.
Спори фітофтори зимують на заражених бульбах, особливо на тих, які залишилися в землі після збору врожаю, в купах бадилля, ґрунті або на заражених рослинах і швидко поширюються в теплих і вологих умовах. Це може мати руйнівні ефекти, завдаючи шкоди сільськогосподарським культурам.
Спори розвиваються на листках і поширюються від рослини до рослини, коли температура повітря вище 10 °C, а вологість зберігається на рівні 75 % і вище протягом двох або більше днів. Дощ може вимити спори збудника в ґрунт, де вони заражають молоді бульби. Інший спосіб розповсюдження — рознесення спор вітром на багато кілометрів від джерела зараження.

## Економічне значення
Найпоширеніший вид роду — фітофтора інфекційна (Phytophthora infestans) — паразитує на картоплі та інших пасльонових, викликає небезпечне захворювання — фітофтороз. Фітофтора завдає шкоди рослинам, які людина вживає в їжу (аж до повного їх знищення), зменшує врожайність, уражені плоди легше пошкоджуються іншими мікроорганізмами і значно гірше зберігаються. Хвороба швидко розповсюджується й виявити її можна не відразу.
Ранні стадії хвороби легко можуть бути не помічені, до того ж не всі рослини уражаються одночасно. Ознаки захворювання включають появу темних плям на листових пластинах і стеблах рослини. У вологих умовах зі зворотного боку листя з'являється білий пухнастий наліт спороношення патогена, і вся рослина може бути знищеною. У заражених бульбах з'являються сірі або темні ділянки, які під шкіркою мають червонувато-коричневий колір. Вторинне інфікування бактеріальних гнилей призводить до того, що заражені бульби швидко загнивають і розкладаються до стану неприємно пахнучого місива. Здорові на вигляд бульби можуть загнивати пізніше: на зберіганні, під час продажу.

### Фітофтороз картоплі
Докладніше: Фітофтороз картоплі
Мікроскопічний псевдогриб фітофтори особливо шкідливий для картоплі. Цей паразит картоплі перезимовує в бульбах або в полі. До кінця літа, під час вологої, теплої погоди, грибок швидко розмножується, спочатку накидаючись на бадилля. Дощ змиває спори з хворих рослин, і вони з водою потрапляють у ґрунт, де через молоду шкірку можуть потрапити в бульби.
На бульбах хвороба проявляється у вигляді твердих, темно-бурих плям. Уражені бульби згодом загнивають. На враженій фітофторозом бульбі видно іржу, гниль м'якоті, яка поширена у вигляді язичків всередину бульби, поверхня у неї вдавлена, плямиста.
Серйозні зміни в біології збудника захворювання, які сталися наприкінці XX століття, призвели до підвищення його екологічної пластичності, адаптивності й агресивних властивостей. «Нова» популяція P. infestans включає обидва типи статевої сумісності — А1 і А2. Раніше А2 тип виявляли тільки в Центральній Мексиці, яка вважається центром походження P. infestans. «Нові» популяції набули здатність до статевого розмноження. У результаті збільшилася частота рекомбінації P. infestans, і стало можливим утворення статевих спор, що можуть довго перебувати в стані спокою — ооспор, здатних перезимувати в ґрунті на рослинних залишках. Сучасна популяція відрізняється від «старої» більшою генетичною різноманітністю і представлена, в основному, складними расами.[джерело?]
Істотно зросла й агресивність патогена, він став менш залежний від температури й вологості повітря. Так, ізоляти «нових» популяцій здатні інфікувати рослини картоплі в інтервалі від 3 до 27° С, у той час як для ізолятів «старих» популяцій цей інтервал становив 8-23° С. При однаковій температурі для інфекції рослин ізолятам «нових» популяцій потрібно майже вдвічі менший період краплинно-рідкої вологи на листках. У зв'язку з цим збільшилося число можливих генерацій патогена протягом вегетаційного сезону, і збільшилася швидкість розвитку хвороби.
В останні роки[коли?] фітофтороз виявляється на картопляних полях незвично рано. За останні 3-4 десятиліття відбулося зміщення календарних строків першої появи захворювання на 1-1,5 місяця. У цей час перші інфекційні плями знаходять вже починаючи з фази змикання бадилля в рядах, а іноді навіть раніше — з часу повних сходів картоплі. Істотно збільшився ризик сильного зараження бульб.

### Фітофтороз помідорів
Фітофтороз (бура гниль томатів) вражає всі надземні органи рослини. Хвороба, як правило, передається помідорам від картоплі.